# Konrad Turowski
Konrad Turowski (ur. 2 lutego 1938 w Warszawie, zm. 4 czerwca 2005) – polski dziennikarz, reporter, fotografik, redaktor naczelny „Dziennika Łódzkiego” (1990–1991), inicjator powstania Dnia Ojca w Polsce (1965).

## Życiorys
Turowski w 1956 rozpoczął pracę w „Expressie Ilustrowanym”. Współpracował z „Kurierem Polskim”, „Odgłosami”, „Tygodnikiem Kulturalnym”, „Literaturą”, „Ekspresem Reporterów”.
W 1965 roku został inicjatorem Dnia Ojca w Polsce – w czerwcu 1965 roku na łamach łódzkiego „Expressu Ilustrowanego” zainicjował dyskusję na temat święta i podjął się sondowania pomysłu i znalezienia dla niego optymalnej daty. Zapytał o nią, mieszkającego w Łodzi poetę, Jana Sztaudyngera. Artysta, zapytany o poparcie pomysłu i wyznaczenie daty nowego święta, odpowiedział: „Popieram z całego serca, a dzień proponuję 23 czerwca. Jest to najkrótsza noc roku, ojciec ma labę, więc największe święto”. Wywiad opublikowano 16 czerwca 1965 na łamach gazety, natomiast 23 czerwca 1965 roku „Express Ilustrowany” ogłosił obchody dnia ojca, co roku przypominając o tym święcie.
W 1967 odnalazł i kupił zeszyty Dawida Sierakowiaka pochodzące z Ghetto Litzmannstadt. Opracował je z Lucjanem Dobroszyckim i zamierzał opublikować, co zostało zablokowane przez władze PRL. W 1980 został przewodniczącym Komitetu Zakładowego NSZZ „Solidarność” w Łódzkim Wydawnictwie Prasowym Robotniczej Spółdzielni Wydawniczej „Prasa” i należał do Zarządu Regionalnego Ziemi Łódzkiej. Po 1989 został zastępcą dyrektora Łódzkiego Ośrodka Telewizyjnego, a następnie w latach 1990–1991 redaktorem naczelnym „Dziennika Łódzkiego”. Turowski był tajnym współpracownikiem oraz należał do PZPR.
W 2015 zeszyty Dawida Sierakowiaka znalezione przez Turowskiego wydał Kamil Turowski.

### Życie prywatne
Jego żoną była Zofia Turowska. Został pochowany na cmentarzu rzymskokatolickim Zarzew w Łodzi (kw. 3, rz. 4).

## Odznaczenia
- Honorowa Odznaka Miasta Łodzi (1971)[16]
- Odznaka „Za Pomoc Strajkującym Studentom” (1981) przyznana przez łódzki komitet międzyuczelniany[10].

## Upamiętnienie
XXI Liceum Ogólnokształcącym im. Bolesława Prusa w Łodzi znajduje się sala lekcyjna, pełniąca funkcję pracowni języka polskiego, której nadano imienia Konrada Turowskiego.

## Publikacje
Prawdziwe nieprawdopodobne, Wydawnictwo Łódzkie, 1977.